# Janet Steinbeck
Janet Steinbeck (27 febbraio 1951) è un'ex nuotatrice australiana.
Specializzata nello stile libero, ha vinto la medaglia d'argento nella staffetta 4x100 m misti alle Olimpiadi di Città del Messico 1968.

## Palmarès
- Olimpiadi
  - Città del Messico 1968: argento nella staffetta 4x100 m misti.